# Marysin (powiat grójecki)
Marysin – wieś w Polsce położona w województwie mazowieckim, w powiecie grójeckim, w gminie Mogielnica.
W latach 1975–1998 miejscowość należała administracyjnie do województwa radomskiego.